# Hsziaokan
Hsziaokan (egyszerűsített kínai írással: 孝感市, pinjin: Xiàogǎn) prefektúra szintű város Kínában, Hupej tartományban. Lakosainak száma 4 270 371 fő (2020).

## Népesség
| 2019 | 4 921 000 |
| 2020 | 4 270 371 |

## Testvérvárosok
- Breszt